# Triaeris macrophthalmus medius
Triaeris macrophthalmus là một loài nhện trong họ Oonopidae.
Loài này thuộc chi Triaeris. Triaeris macrophthalmus medius được Lucien Berland miêu tả năm 1914.